# Nobuhiro Takeda (1965)
Nobuhiro Takeda (Osaka, 22 maart 1965) is een voormalig Japans voetballer.

## Carrière
Nobuhiro Takeda speelde tussen 1987 en 1997 voor Honda en Cerezo Osaka.